# Scarsdale (Nowy Jork)
Scarsdale – miasto w Stanach Zjednoczonych, w stanie Nowy Jork, w hrabstwie Westchester.